# Тоба (Нова Црња)
Тоба (мађ. Toba) је насеље у Србији у општини Нова Црња у Средњобанатском округу. Према попису из 2022. било је 357 становника.

## Историја
Тоба је насеље настало крајем 18. века, када и околна села Банатска Топола и Торда. Прво насеље на подручју данашње Тобе подиже 1789. године Фелдмаршал Гроф Роберт Зичи-Ферарис (Robert Zichy–Ferraris). Зичи-Ферарис је свој посед продао негде у периоду између 1838. и 1845. године претенденту на француски престо Анрију V (Henry V, comte de Chambord, 1820–1883).
Анри V поставља за управитеља свог поседа француског Барона Кирила Билеа (Joannes Cyril Billot), који са својим синовима управља овом регијом у периоду од око 50 година. Баронови синови, Хенрик и Јудокс (Henrik, Eudoxe) се истичу у помоћи и бризи о сиромашним и болесним о чему говори и спомен плоча постављена у част њихове донације 1893. године у холу старе зграде Болнице у Кикинди. У то време су највероватније у селу подигнути каштел и резиденција који нису сачувани. 1876. године је подигнута црква Свете Тојице.
До средине 19. века насеље је било познато под називом Велика Тоба, а становништво се углавном бавило гајењем дувана. У селу је тада био око 100 домаћинстава.
Након смрти Анрија V, његове поседе наслеђује Војовода Роберто I od Парме (Robert I di Borbone-Parma, 1848-1907), а након његове смрти, његов син Војвода Илија од Парме (Elias di Borbone-Parma, 1880-1959). Почетком 20. века земљиште прелази у власништво „Делмађарорсаги“ банке која врши парцелизацију у периоду од 1910. до 1911. године.
Након Другог светског рата, 1949. године сазидана је двоспратна зграда Дома локалне задруге. Године 1976. завршена је нова школа, у то време, прва савремена, образовна установа у региону. Тренутно у школи раде четири разреда. У склопу исте зграде је и обданиште. Село данас има Дом културе, Ватрогасну станицу и амбуланту. У Тоби се налази и седиште културног удружења “Петефи Шандор”.

## Демографија
У насељу Тоба живи 557 пунолетних становника, а просечна старост становништва износи 42,4 година (41,8 код мушкараца и 43,1 код жена). У насељу има 265 домаћинстава, а просечан број чланова по домаћинству је 2,61.
Ово насеље је углавном насељено Мађарима (према попису из 2002. године), а у последња четири пописа, примећен је пад у броју становника.
|  |

| Демографија | Демографија | Демографија |
| Година      | Становника  | Становника  |
| ----------- | ----------- | ----------- |
| 1948.       | 1.499       |             |
| 1953.       | 1.489       |             |
| 1961.       | 1.401       |             |
| 1971.       | 1.232       |             |
| 1981.       | 1.099       |             |
| 1991.       | 822         | 818         |
| 2002.       | 691         | 694         |
| 2011.       | 518         |             |

| Етнички састав према попису из 2002.‍ | Етнички састав према попису из 2002.‍ | Етнички састав према попису из 2002.‍ | Етнички састав према попису из 2002.‍ | Етнички састав према попису из 2002.‍ |
| ------------------------------------ | ------------------------------------ | ------------------------------------ | ------------------------------------ | ------------------------------------ |
|                                      |                                      |                                      |                                      |                                      |
| Мађари                               | Мађари                               |                                      | 581                                  | 84,08%                               |
| Срби                                 | Срби                                 |                                      | 37                                   | 5,35%                                |
| Роми                                 | Роми                                 |                                      | 27                                   | 3,90%                                |
| Хрвати                               | Хрвати                               |                                      | 3                                    | 0,43%                                |
| Југословени                          | Југословени                          |                                      | 2                                    | 0,28%                                |
| Црногорци                            | Црногорци                            |                                      | 1                                    | 0,14%                                |
| непознато                            | непознато                            |                                      | 0                                    | 0,0%                                 |

| \| \| м \| \| \| ж \| \| ? \| 1 \| \| \| 2 \| \| 80+ \| 6 \| \| \| 6 \| \| 75—79 \| 12 \| \| \| 14 \| \| 70—74 \| 17 \| \| \| 17 \| \| 65—69 \| 31 \| \| \| 27 \| \| 60—64 \| 30 \| \| \| 38 \| \| 55—59 \| 24 \| \| \| 21 \| \| 50—54 \| 24 \| \| \| 21 \| \| 45—49 \| 26 \| \| \| 17 \| \| 40—44 \| 19 \| \| \| 25 \| \| 35—39 \| 35 \| \| \| 23 \| \| 30—34 \| 21 \| \| \| 16 \| \| 25—29 \| 16 \| \| \| 19 \| \| 20—24 \| 24 \| \| \| 12 \| \| 15—19 \| 18 \| \| \| 14 \| \| 10—14 \| 21 \| \| \| 24 \| \| 5—9 \| 23 \| \| \| 22 \| \| 0—4 \| 14 \| \| \| 11 \| \| Просек : \| 41,8 \| \| \| 43,1 \| |      |  |  |      |
| |      |  |  |      |
| | м    |  |  | ж    |
| ? | 1    |  |  | 2    |
| 80+ | 6    |  |  | 6    |
| 75—79 | 12   |  |  | 14   |
| 70—74 | 17   |  |  | 17   |
| 65—69 | 31   |  |  | 27   |
| 60—64 | 30   |  |  | 38   |
| 55—59 | 24   |  |  | 21   |
| 50—54 | 24   |  |  | 21   |
| 45—49 | 26   |  |  | 17   |
| 40—44 | 19   |  |  | 25   |
| 35—39 | 35   |  |  | 23   |
| 30—34 | 21   |  |  | 16   |
| 25—29 | 16   |  |  | 19   |
| 20—24 | 24   |  |  | 12   |
| 15—19 | 18   |  |  | 14   |
| 10—14 | 21   |  |  | 24   |
| 5—9 | 23   |  |  | 22   |
| 0—4 | 14   |  |  | 11   |
| Просек : | 41,8 |  |  | 43,1 |

| Година пописа     | 1948. | 1953. | 1961. | 1971. | 1981. | 1991. | 2002. |
| ----------------- | ----- | ----- | ----- | ----- | ----- | ----- | ----- |
| Број домаћинстава | 390   | 407   | 407   | 406   | 385   | 321   | 265   |

| Број чланова      | 1  | 2  | 3  | 4  | 5  | 6 | 7 | 8 | 9 | 10 и више | Просек |
| ----------------- | -- | -- | -- | -- | -- | - | - | - | - | --------- | ------ |
| Број домаћинстава | 60 | 96 | 37 | 49 | 13 | 7 | 1 | 1 | 0 | 1         | 2,61   |

| Пол    | Укупно | Неожењен/Неудата | Ожењен/Удата | Удовац/Удовица | Разведен/Разведена | Непознато |
| ------ | ------ | ---------------- | ------------ | -------------- | ------------------ | --------- |
| Мушки  | 304    | 79               | 189          | 24             | 12                 | 0         |
| Женски | 272    | 30               | 188          | 48             | 5                  | 1         |
| УКУПНО | 576    | 109              | 377          | 72             | 17                 | 1         |

| Пол    | Укупно                    | Пољопривреда, лов и шумарство | Рибарство                            | Вађење руде и камена | Прерађивачка индустрија       |
| ------ | ------------------------- | ----------------------------- | ------------------------------------ | -------------------- | ----------------------------- |
| Мушки  | 186                       | 160                           | 0                                    | 0                    | 6                             |
| Женски | 91                        | 75                            | 0                                    | 0                    | 3                             |
| Укупно | 277                       | 235                           | 0                                    | 0                    | 9                             |
|        |                           |                               |                                      |                      |                               |
| Пол    | Производња и снабдевање   | Грађевинарство                | Трговина                             | Хотели и ресторани   | Саобраћај, складиштење и везе |
| Мушки  | 0                         | 5                             | 2                                    | 3                    | 2                             |
| Женски | 0                         | 0                             | 2                                    | 0                    | 0                             |
| Укупно | 0                         | 5                             | 4                                    | 3                    | 2                             |
|        |                           |                               |                                      |                      |                               |
| Пол    | Финансијско посредовање   | Некретнине                    | Државна управа и одбрана             | Образовање           | Здравствени и социјални рад   |
| Мушки  | 0                         | 0                             | 5                                    | 1                    | 0                             |
| Женски | 0                         | 0                             | 0                                    | 4                    | 5                             |
| Укупно | 0                         | 0                             | 5                                    | 5                    | 5                             |
|        |                           |                               |                                      |                      |                               |
| Пол    | Остале услужне активности | Приватна домаћинства          | Екстериторијалне организације и тела | Непознато            | Непознато                     |
| Мушки  | 1                         | 0                             | 0                                    | 1                    | 1                             |
| Женски | 0                         | 0                             | 0                                    | 2                    | 2                             |
| Укупно | 1                         | 0                             | 0                                    | 3                    | 3                             |